# 안나 미할코바
안나 니키티치나 미할코바(Анна Никитична Михалкова, 1974년 5월 14일 ~ )는 소련의 배우, 진행자, 제작자, TV 사회자, 영화 프로듀서, 패션 모델이다. 모스크바에서 태어났다.

## 영화
- 밑 빠진 가방 (2017년)
- 아이스브레이커 (2016년)
- 라스푸틴 (2013년)
- 코코코 (2012년)
- 러브 위드 언 액센트  (2012년)
- 야쿠자 걸 (2010년)
- 위선의 태양 2 (2010년)
- 야 (2009년)
- 헬프 곤 매드 (2009년)
- 리브 앤 리멤버 (2008년)
- 레볼루션 아일랜드 (2008년) - 오디 역
- 유랑 (2007년)
- 플레잉 더 빅팀 (2006년)
- 우리는 (2004년)
- 러브 오브 시베리아 (1998년)